# Keeping Up with the Kardashians
Keeping Up with the Kardashians (Las Kardashian a Espanya), és un reality show per la televisió que es va estrenar al canal E! el 14 d'octubre de 2007. La sèrie és produïda per una empresa conjunta entre Bunim-Murray Productions i Ryan Seacrest Productions. El programa documenta la vida quotidiana de la família Kardashian/Jenner, formada per l'exdona i els fills de l'advocat mort Robert Kardashian (famós per ser amic i defensor voluntari de O. J. Simpson), i per l'exespòs de Kris, Caitlyn Jenner (anteriorment conegut com a Bruce Jenner), famós per haver guanyat la medalla d'or a la categoria decatló als Jocs Olímpics de Montreal al 1976 i les filles de tots dos.
A les primeres temporades, la sèrie gira al voltant de Kim, la germana famosa de la família, que va començar a ser coneguda per ser del cercle d'amigues de Paris Hilton i portar un estil de vida molt similar (festes amb famosos, excessos de tot tipus, luxes, assetjada per la premsa, escàndols, etc). Però el seu pas per la fama va arribar amb l'escàndol que es va generar amb la venda, per part de Vivid Video, d'un vídeo pornogràfic que va gravar la seva parella de llavors, el raper Ray J, d'ells dos mantenint relacions sexuals. Quan Vivid Video va anunciar que el vídeo sortiria a la venda, Kim el va demandar aconseguint un arranjament de 5 milions de dòlars al seu favor, i per les dues parts "van quedar molt satisfetes".